# Daughter (film)
Daughter (다우더?, DaudeoLR) è un film del 2014 scritto, diretto e interpretato da Ku Hye-sun.

## Trama
San-yi ha vissuto un'infanzia difficile a causa della madre, dal comportamento violento e talvolta ossessivo, tanto da avere negli anni successivi troncato ogni relazione. La giovane viene in seguito informata che, dopo un malore, sua madre si trova in ospedale.